# Gonçalo Viegas
Gonçalo Viegas de Lanhoso (? — 18 de Julho de 1195) foi um nobre cavaleiro português e primeiro grão mestre da Ordem de São Bento de Avis.

## Biografia
Gonçalo Viegas (ou Egas), é o mais novo dos filhos de Egas Fafias de Lanhoso, a linhagem paternal sendo de Lanhoso.
Não sabemos quando nasceu, nem onde, embora as inquirições de 1258 do Rei Afonso III nos dizem que a quinta do Lameiro na freguesia de Ponte São Vicente no concelho de Vila Verde (Baixo Minho), pertencia a Egas Fafias, (pai de Gonçalo Viegas), e que foi honrada pelo Rei Afonso I. Por isso é justo pensar que Egas Fafias ou Fafes vivia em Ponte São Vicente, e é aí que nasceu Gonçalo, embora obviamente não haja prova material dessa última afirmação. Egas Fafes era Rico-Homem e por isso obrigado a acompanhar o Rei em todas as suas campanhas militares com um determinado número de homens armados e mantidos a sua custa. Assim ele participou na celebre batalha de Ourique, e certamente em muitas outras ao lado de D. Afonso Henriques  como isso não bastasse, Egas Fafias foi para a cruzada na Terra Santa e terá certamente bem combatido porque recebeu em prémio o brasão do Rei Balduino de Jerusalém, brasão que ficou como emblema dos Teixeira  seus descendentes.
Por isso não admira que o pequeno Gonçalo tenha recebida uma muita boa formação militar herdeiro duma ilustre família de guerreiros, que tinha como patriarca Fafes Sarrazins de Lanhoso assim chamado por ter conquistado Fafe aos Mouros. Assim não é surpresa que em 1171, Gonçalo Viegas fosse alcaide de Lisboa (comandante militar da praça de Lisboa). Depois, Fronteiro da Estremadura (governador militar da Estremadura), onde em setembro de 1173, como representante do Rei e na ausência dele, terá um papel conciliador no conflito durante a transladação das relíquias de São Vicente, (uns queriam que ele fosse sepultado na Sé e outros na Igreja homónima), ele é citado na Miracula de Mestre Estêvão, chantre da Sé de Lisboa, que relata esse evento:
| “ | A verdade é que quando, ao romper da manhã, a ocorrência de tal facto tão excelso se tornou conhecida da cidade, acorrem os homens, uns desarmados mas outros armados. Estes sustentam, em modos violentos, que o corpo do santo deve ser levado para o mosteiro de uns religiosos situados fora da cidade e aí deposto, os outros, mais ponderadamente, contrapõem que ele deve ser levado para a catedral. E então que, por seu lado, Gonçalo Egas, a quem por aquele tempo o rei acima referido pusera à frente do exército da Estremadura, homem indiscutivelmente valoroso e prudente , dá ordem para se pôr termo a ameaças e discussões e se esperar pela decisão do rei sobre assunto de tamanha importância | ” |
|   | — Miracula de S. Vicentii de Mestre Estêvão, chantre da catedral de Lisboa, Legendário alcobacense. |   |

Em 1175, curiosamente ele deixa a vida militar para ser  mordomo da  infanta D. Teresa, mas esse descanso é de pouca dura porque entre o fim de 1175 e princípio de 1176  ele é nomeado primeiro grão mestre da Ordem de São Bento de Avis, inicialmente chamada milícia de Évora, com o objetivo de defender Évora dos Mouros.
As qualidades referidas por Mestre Estêvão de homem indiscutivelmente valoroso e prudente, mas também o seu passado militar, as suas nobres origens, e sobre tudo a sua grande coragem e abnegação, fizeram dele o primeiro Mestre duma Ordem Militar portuguesa. A missão de proteger Évora era uma missão “suicida”, Évora conquistada por Geraldo sem Pavor em 1166 estava longe da nossa linha de defesa do Tejo, isolada em pleno território inimigo. Só uma Ordem religiosa podia tomar conta dessa oferta envenenada, e a Ordem do Templo embora aliciada pelo nosso primeiro Rei com algumas ofertas tinha mostrado nenhum interesse por Évora, dai a necessidade de criar uma Ordem de raiz talhada para as circunstancias. Por isso o nome de Gonçalo Viegas  aparece numa doação régia, do castelo de Coruche e casas em Évora e Santarém de Abril 1176 a futura Ordem de Avis. Depois dessa doação inicial, o seu nome é mencionado nos dois testamentos de D. Afonso I, como no de 1179: “E dei ao Mestre de Évora Gonçalo Viegas mil maravedis para gastar em utilidade e defesa da cidade quando for necessário”. No testamento de Abril de 1181 D. Afonso I lega “ao Mestre Gonçalo Viegas e seus irmãos que demoram em Évora 3 000 Maravedis e quaisquer animais que possuir, e quantos mouros de Santarém eu aí tiver e os que tiver em Lisboa.".
Como vemos Afonso I é pragmático e as suas ofertas são limitadas, ele não queria pôr o dinheiro num saco roto, a defesa de Évora podia se tornar impossível. Mas Gonçalo Viegas homem certamente inteligente e obstinado, arranjou outras fontes de financiamento criando uma Comenda, no Norte na terra do seu pai. A Comenda de Oriz, como ficou conhecida, oficializada pelo Papa em 1187, era destinada a gerir as terras que lhe seriam doadas pela nobreza do norte para sustentar a guerra contra os Mouros. Em Janeiro de 1187 e em 1193 desta vez Sancho I, doa ao mestre Gonçalo Viegas outros bens como os castelos Alcanede, Juromenha, Mafra …
Gonçalo acaba a sua vida heróica, morrendo com muitos dos seus freires de São Bento na batalha de Alarcos em Espanha em 18 de Julho de 1195, contra os Mouros, ao serviço do Rei Castelhano, Afonso VIII que combatia Abu Iúçufe Iacube Almançor, nesse dia a infantaria castelhana ficou aniquilada, juntamente com a maioria dos cavaleiros das ordens que lhes davam apoio na batalha que ficou conhecida por "Desastre de Alarcos". Afonso VIII, determinado em impedir o acesso do inimigo ao vale do Tejo, não esperou os reforços de Afonso IX de Leão e de Sancho VII de Navarra.

Brasão de Gonçalo Viegas

## Relações familiares
Foi filho de Egas Fafes de Lanhoso filho de fafes Lux de Lanhoso e de D. Urraca Mendes de Sousa, filha de D. Mem Viegas de Sousa. Não teve filhos.